# Yeşilöz, Gülşehir
Yeşilöz là một xã thuộc huyện Gülşehir, tỉnh Nevşehir, Thổ Nhĩ Kỳ. Dân số thời điểm năm 2011 là 566 người.